# Pizzo delle Tre Mogge
Il Pizzo delle Tre Mogge (3.441 m s.l.m. - detto anche Piz Tremoggia) è una montagna del Massiccio del Bernina nelle Alpi Retiche occidentali. 

## Descrizione
Si trova sul confine tra l'Italia (Lombardia) e la Svizzera (Canton Grigioni). La montagna chiude ad ovest il Massiccio del Bernina e si trova ad occidente del più alto Piz Glüschaint.